# Том Гол
Том Гол (англ. Tom Hall, народився 2 вересня 1964) — ігровий дизайнер родом зі штату Вісконсин, США.

## Життєпис та кар'єра
Навчався в університеті Вісконсин-Медісон, де отримав ступінь бакалавра комп'ютерних наук. У 1987 працював програмістом і редактором в Softdisk (компанії, що випускала ряд щомісячних журналів про комп'ютери і до яких додавала дискети з програмами та іграми).
Разом зі своїми колегами — Джоном Ромеро, Джоном Кармаком, а також Едріаном Кармаком він заснував id Software. Під час своєї роботи над такими іграми як Wolfenstein 3D, Spear of Destiny, Doom, а також серією Commander Keen Том займав в компанії посаду художнього керівника і дизайнера.
Коли у нього виникли розбіжності з Джоном Кармаком щодо дизайну гри Doom, він залишив компанію і перейшов працювати в 3D Realms, тоді ще підрозділ Apogee. Том Хол був дизайнером гри Rise of the Triad, продюсером Terminal Velocity, а також подавав ідеї при розробці Duke Nukem II та Duke Nukem 3D. Також він займався розробкою рушія гри Prey до самого свого відходу з 3D Realms 12 серпня 1996 року.
Надалі Гол заснував разом з Джоном Ромеро Ion Storm, де він займався розробкою гри Anachronox — одного з найвідоміших (разом з Commander Keen) його творінь. Найбільшим хітом компанії стала гра Deus Ex, в якій Том Гол озвучив деяких персонажів. Після цього він разом з Джоном заснували іншу компанію - Monkeystone Games, компанію, яка вже не намагалася «хапати зірки з неба». Ними була випущена гра Hyperspace Delivery Boy!, яку розробив Том, а Джон займався програмуванням. Випущено гра була у 2002 році. Компанія була закрита у 2005, після того, як Гола і Ромеро найняли в Midway Games.
У цьому ж році Гол пішов також з Midway Games, і став незалежним ігровим консультантом в Остіні, штат Техас, США до лютого 2006 року, коли він приєднався до нової студії KingsIsle Entertainment, що з'явилася в цьому регіоні, і в якій він працює досі. Одружений. 
12 квітня 2011 року Том пережив інсульт під час сну.

## Dopefish
Хол є автором персонажа Dopefish — великої дурної риби, яка тільки й робить, що плаває та їсть. Вперше цей персонаж з'являється в четвертому епізоді гри Commander Keen, а згодом згадки про неї зустрічаються в багатьох комп'ютерних іграх.

## Озвучування персонажів
Том Хол озвучував голоси таких персонажів як:
- Deus Ex

1. Morpheus
2. Howard Strong
3. Walton Simons
4. Barman Vince

- Deus Ex: Invisible War

1. Керівник проєкту (вступний ролик)

- Anachronox

1. PAL-18
2. Councilman Willis
3. Dr. Hush-Hush
4. Eddie the Chew

- Rise of the Triad

1. El Oscuro
2. Death Monks

## Список ігор
Нижче наводиться список ігор, в яких Том Хол брав участь в розробці.
- Ion Storm

1. Anachronox

- 3D Realms

1. Prey (ранні стадії розробки)
2. Extreme Rise of the Triad
3. Terminal Velocity (співпродюсер)
4. Rise of the Triad
5. Duke Nukem II (дизайн босів)
6. Duke Nukem 3D (сюжет, бомби-пастки)
7. Wacky Wheels (невелика допомога по концепту)
8. Hocus Pocus (невелика допомога по концепту)

- Id Software

1. Doom (сім рівнів, додавання в гру транспортерів та інших дрібних деталей)
2. Spear of Destiny
3. Wolfenstein 3D
4. Aliens Ate My Baby Sitter!
5. Commander Keen in «Goodbye, Galaxy!»
6. Commander Keen in «Invasion of the Vorticons»
7. DOOM II (рівень № 10 - залишився неробочим)

- Id для Softdisk

1. Commander Keen in «Keen Dreams»
2. Catacomb 3D
3. Hovertank One
4. Rescue Rover I
5. Rescue Rover II
6. Dangerous Dave in the Haunted Mansion
7. Shadow Knights
8. Catacomb II
9. Slordax

- Softdisk GS

1. Legend of the Star Axe

- Softdisk

1. Aztec Temple
2. Ed's Superspy Course
3. Amusement Park
4. The Silver Cow
5. (І безліч інших)